# Nicolae Timofti
Nicolae Timofti (23 de diciembre de 1948) es un político moldavo, presidente de su país desde el 16 de marzo de 2012 hasta el 23 de diciembre de 2016.